# Romani baltique
Le romani baltique est le dialecte parlé par les Roms dans les pays baltes, en Pologne et en Biélorussie.
Il est parlé par environ 60 000 personnes dont 30 000 en Pologne.

### Articles  connexes
- Linguistique
  - Liste de langues
    - Langues par famille
      - Langues indo-européennes
        - Langues indo-iraniennes
          - Langues indo-aryennes
            - Romani